# Casa Duró

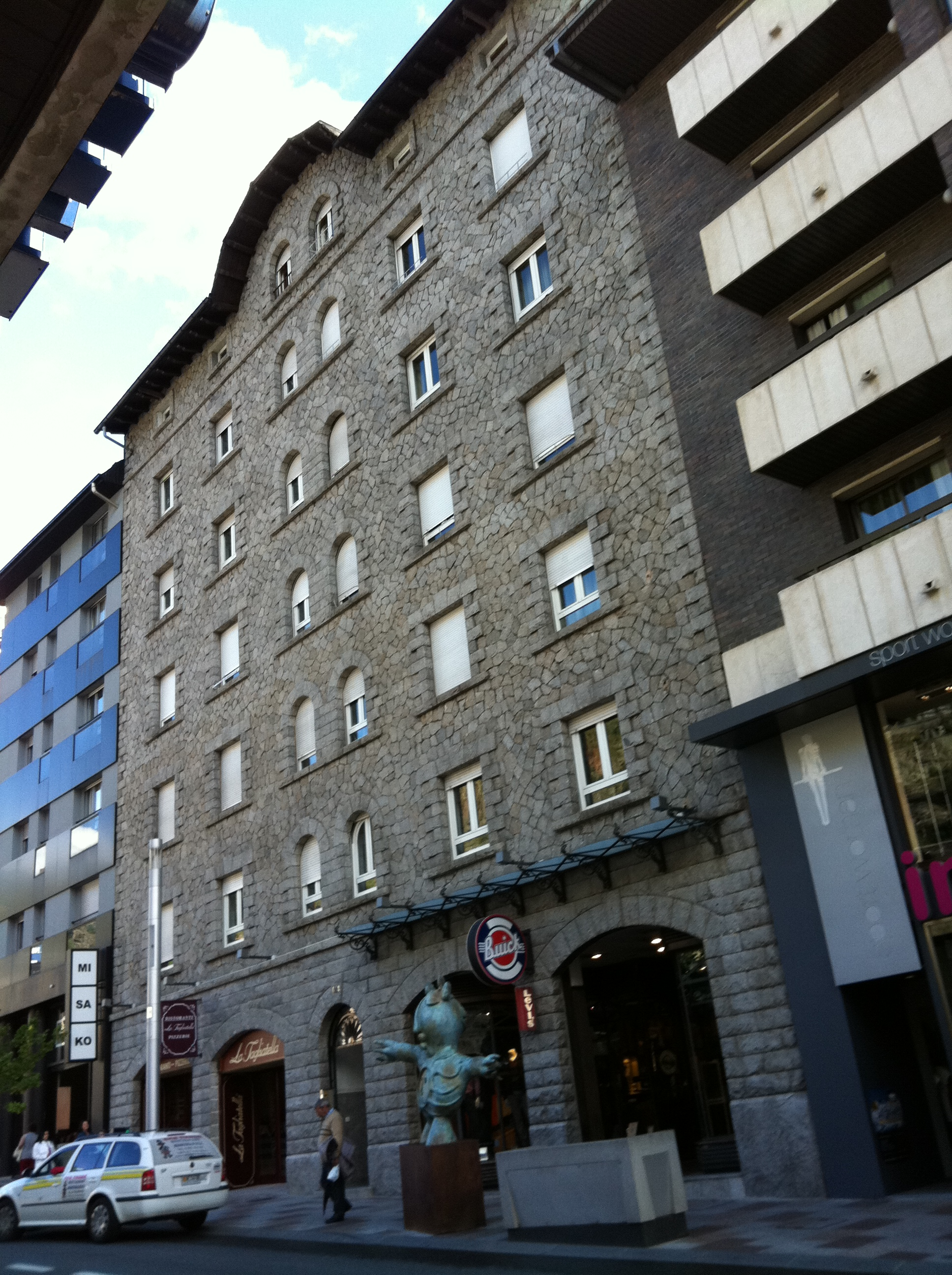
Ansicht

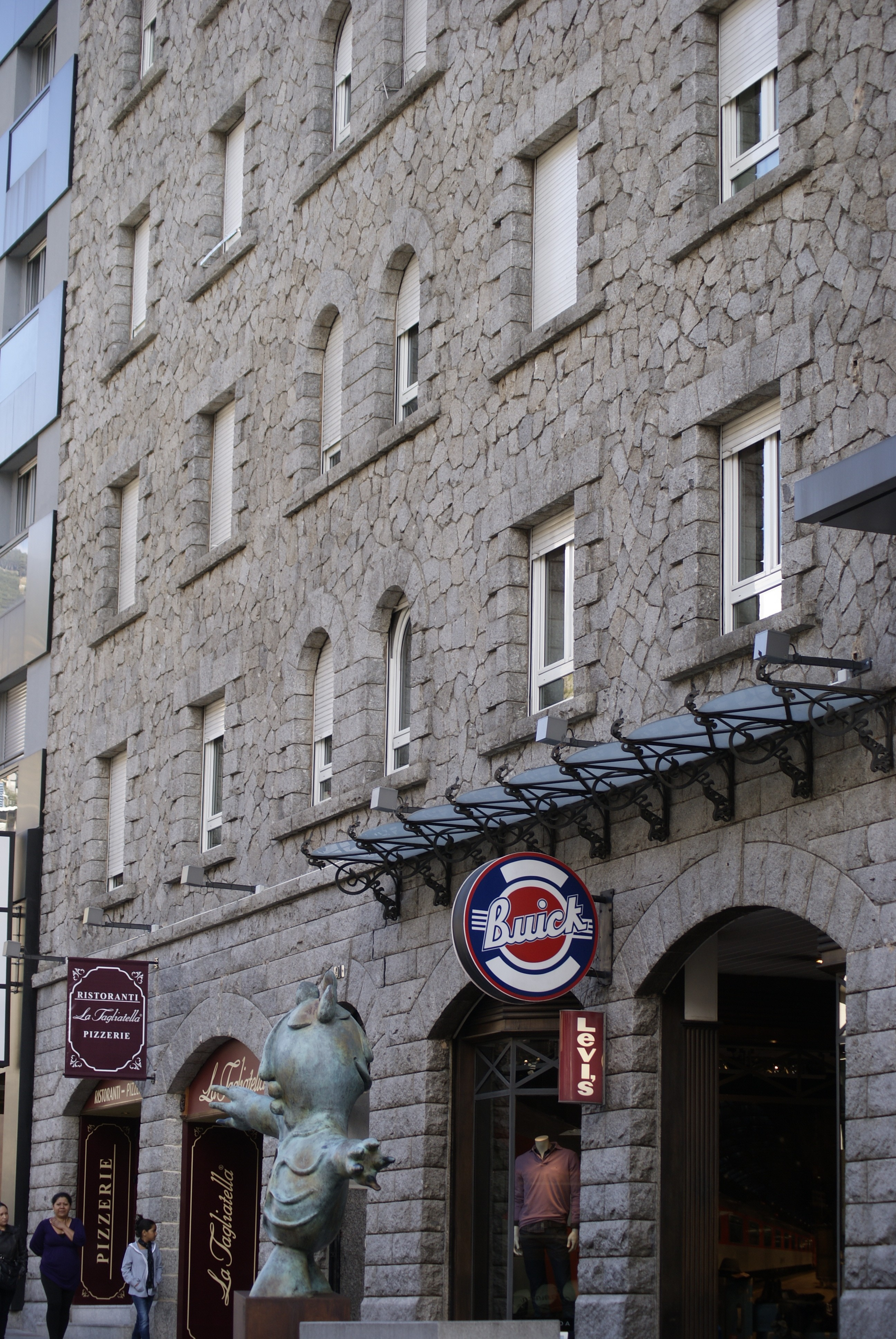
Casa Duró

Casa Duró ist ein Wohnhaus in der andorranischen Gemeinde Escaldes-Engordany, im Fürstentum Andorra. Es befindet sich an der Straße Avenida Carlemany und steht wegen der besonderen Granitarchitektur seit 2004 unter Denkmalschutz.
Das Gebäude wurde zwischen 1953 und 1954 in zwei Bauabschnitten errichtet.
Der viereckige Grundriss des Gebäudes besteht aus einem Erdgeschoss und sechs Stockwerken, das letzte unter der Dachschräge. In Anlehnung an die Ausrichtung der Carlemany Avenue präsentiert die Fassade einige charakteristische Elemente der Granitarchitektur, wie die Rundbögen in den Mittelfenstern, die abgesenkten Bögen in den Ladenöffnungen, die rechteckigen Stürze, die eingelegten Quadrate, die unregelmäßige Verkleidung aus Granit und die zentrale Mansarde auf dem Dach.
Das Duró-Haus ist eines der bedeutendsten Beispiele für die Anwendung der so genannten Granitarchitektur beim Bau eines Mehrfamilienhauses und macht diese Bauart seinerzeit in Andorra populär.